# Московсько-шведська війна (1656—1658)
Московсько-шведська війна (1656—1658) велась Московським царством з метою недопущення польсько-шведської унії, повернення московських земель на узбережжі Фінської затоки, захоплених шведами у XVI—XVII століттях, й отримання виходу до Балтійського моря. Воєнні дії велись на інгерманландському та лівонському напрямках.

## Передумови
За підсумками шведсько-московської війни (1610—1617) (Столбовський мир) Московське царство було змушене поступитись територією від Івангорода до Ладозького озера й, тим самим, цілковито втратило вихід до балтійського узбережжя. В результаті Тридцятирічної війни 1618—1648 Шведська імперія увійшла до числа великих держав та зайняла панівне положення у Балтиці.
У 1654-55 роках послаблена визвольною боротьбою українського народу та війною з Московським царством Річ Посполита зазнала вторгнення шведів, які зайняли Варшаву та Краків (Північна війна 1655—1660). Річ Посполита опинилась на межі загибелі як держава, що вкрай занепокоїло австрійський двір. Одночасно, Великий гетьман литовський Януш Радзивілл уклав з Карлом Х Кейданську унію, за якою визнав владу шведського короля над Великим князівством Литовським, чим було зведено нанівець всі військові успіхи московсько-козацьких сил у ВКЛ, і неминуче втягувало Московське царство до конфлікту зі Шведською імперією. Шведський король, намагаючись завоювати симпатію шляхти Речі Посполитої, обіцяв допомогу «проти москви й козаків». Ще на початку 1655 року шведський парламент вотував королю кошти для війни з Московським царством. В результаті дипломатам імператора Фердинанда III вдалось схилити Московське царство та Данію вступити до війни зі Шведською імперією, щоб не допустити її посилення та спроб перегляду підсумків невдалих війн (московсько-шведської війни 1610-17 та дансько-шведської війни 1643-45 рр.). Через реальну небезпеку сутичок з об'єднаними польсько-шведськими військами цар вирішив завдати попереджувального удару.
Влітку 1656 року Олексій Михайлович розпочав війну проти Шведської імперії, а у жовтні уклав перемир'я з Річчю Посполитою. Формальним приводом до початку війни послужила помилка шведських дипломатів у царському титулі під час третьої ратифікації Столбовського миру 1655 року (угода ратифікувалась з причини вступу на престол нового короля Карла X Густава принца Пфальц-Цвейбрюккенського 1654 року).

## Кампанія 1656 року
В кампанії 1656 московські війська діяли на трьох основних напрямках.
Головні сили на чолі з царем Олексієм Михайловичем — в напрямку Риги. 31 липня було взято Дінабург (Даугавпілс), 14 серпня — Кокенгаузен (Кокнесе) та 21 серпня розпочата облога Риги. Через зволікання Данії, не вдалось забезпечити блокаду міста з моря, й генерал-губернатор Лівонії Магнус Делагарді дочекався підкріплення загонами фельдмаршала Кенігсмарка й генерала Дугласа. Після отримання шведами підкріплень цар Олексій Михайлович ухвалив рішення про відведення військ. Рішення про повне зняття облоги було пов'язано з провалом перемовин із ризьким гарнізоном щодо добровільної капітуляції: розрахунки на допомогу з цього питання курляндського герцога та бранденбурзького курфюрста не виправдались. Одночасно з'явились чутки про початок в Ризі епідемії чуми, що автоматично знімало питання про продовження облоги міста, оскільки створювалась загроза виникнення хвороби серед армії, що тримала Ригу в облозі. 2(12) жовтня, коли виведення військ уже завершувалось, Делаґарді здійснив успішний напад на авангард московської армії. Московські війська відступили від Риги 5(15) жовтня, 6 (16) жовтня Делаґарді знову спробував атакувати московську армію, але був розбитий.
Допоміжним напрямком була південно-східна Лівонія та місто Юріїв. До міста була відряджена 8-тисячна армія під командуванням Олексія Трубецького та Юрія Долгорукова, у подальшому посилена артилерією. Після тривалої облоги (з кінця липня 1656) фортеця капітулювала 12 (22) жовтня. Окрім головної мети походу були захоплені сусідні замки — Нейгаузен (Новгородок-Лівонський), Ацель (Гов'я) та Кастер.
Третій напрямок дій московських військ 1656 року — Інгерманландія (з метою зайняття гирла річки Нева). У липні 1656 року війська під командуванням Потьомкіна (1000 чоловік у складі новгородських і ладозьких стрільців та піших козаків, солдат, карелів-переселенців (300 чоловік), «промислових людей»; 570 чоловік донських козаків та близько 30 чоловік копорських «вільних козаків») зайняли Нотебург (Орешек, нині — Шліссельбург) і Нієншанц. На цьому напрямку значну допомогу московським військам надавали партизанські загони православних карельських селян.

## Кампанія 1657 року
В кампанії 1657 шведи перейшли у наступ. Одночасно московський уряд більше не планував крупні військові акції: у лютому 1657 на боярській думі в Москві було винесено боярський вирок «промишляти усілякими заходами, щоб привести шведів до миру». Фельдмаршал Крюйс діяв у Карелії та Лівонії. Граф Магнус Габріель Делагарді вторгся до Псковської області, узяв приступом Псково-Печерський монастир, проте невдовзі у березні поблизу села Мігузіце зазнав поразки від військ Матвія Шереметєва. 9(19) червня 1657 під Валком у Ліфляндії шведи (2700 чоловік) завдали поразки загону Шереметєва (2193 чоловік), який важко поранений потрапив у полон.
Перемога під Валком дозволила Магнусу Делаґарді здійснити контрнаступ в Лівонії. У серпні 1657 року шведська армія (4000-6000 регулярних військ і 1000 озброєних селян) взяла в облогу Юріїв (гарнізон під командуванням І. Хілкова налічував 800 чоловік). Облога Юріїва тривала два тижні, але активність гарнізону та невдача штурму змусили Делаґарді залишити облогу й рушити далі. У вересні армія Делаґарді взяла в облогу Гдов, якому також удалось устояти до підходу Новгородського розрядного полку.
У битві під Гдовом корпус графа Делаґарді був розбитий московськими військами під командуванням князя Хованського. Перемога над прославленим «графом Магнусом» у московському війську була сприйнята як тріумф.
Розбивши війська графа Делаґарді, князь Хованський повернув ініціативу московським військам та перейшов у наступ. Переправившись через річку Нарву, московські війська знову напали на графа Делаґарді під Сиренськом. Граф не став до бою та поспіхом відступив до Ревеля. Трохи не дійшовши до моря, князь Хованський припинив переслідування, оскільки далі лежали землі, де вирувала епідемія чуми. В руках Хованського опинились Сиренський та Нарвський повіти. Повернувши до Нарви, московські війська захопили і спалили посад. Зібравши флотилію, князь переправився на правий берег Нарви, спустошивши Івангородський та Ямський повіти. Завдавши ще кількох поразок шведським військам, князь повернувся до Пскова. Перемога князя Хованського звела нанівець всі успіхи шведської армії 1657 року й повернула стратегічну ініціативу московській армії. Розроблена на 1657 рік система взаємодії різних воєвод в цілому виправдала себе, дозволила відбити напади шведських загонів і перейти в контрнаступ, причому за складних зимових умов 1657—1658 років.

## Кампанія 1658 року та завершення війни

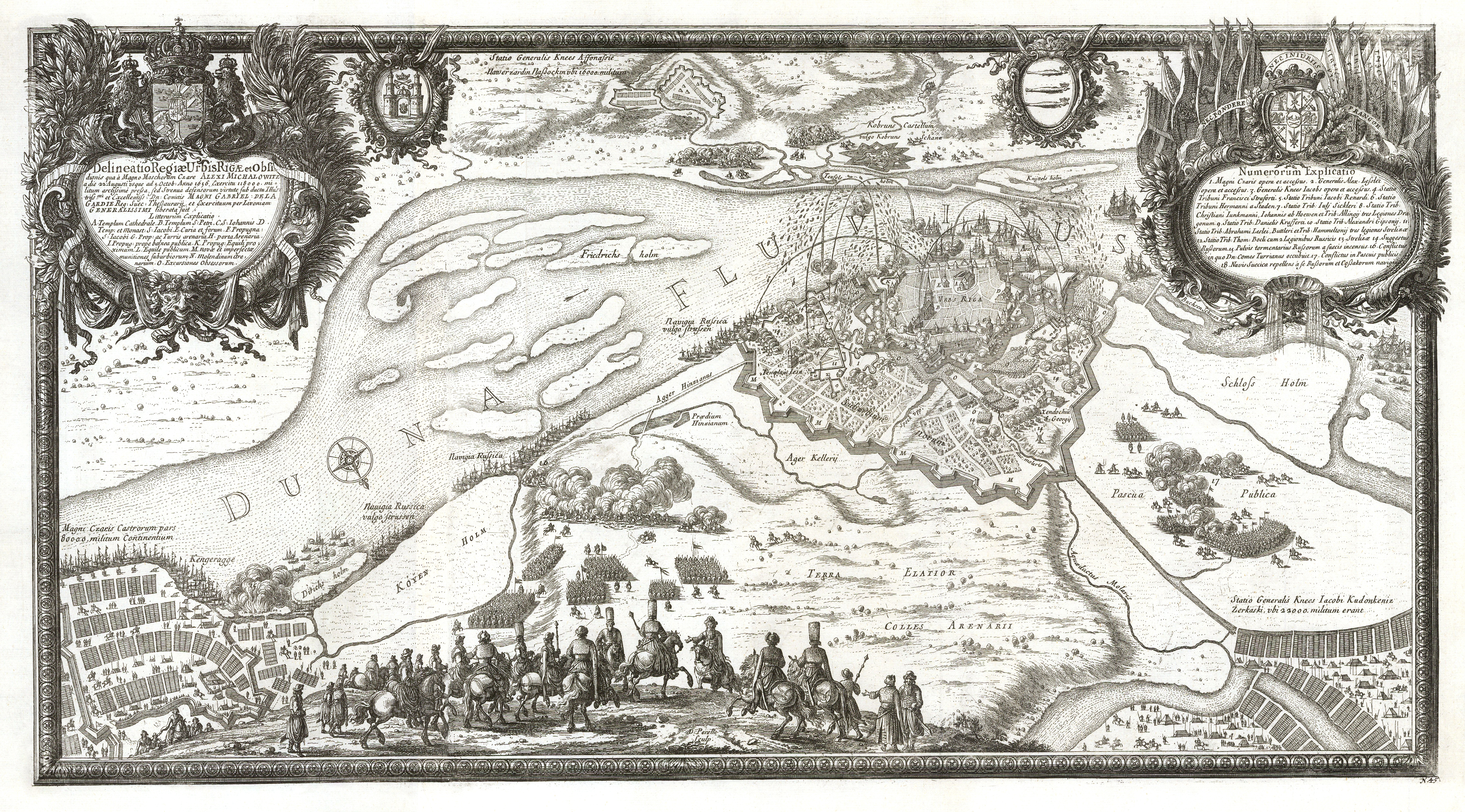
Облога Риги 1656 року. Гравюра XVII століття

В кампанії 1658 року московські війська продовжили контрнаступ. П'ятитисячний загін князя Хованського заволодів Ямбургом та підійшов до Нарви. У лютому 1658 Данія, яка була головним союзником Московського царства, була змушена припинити воєнні дії та підписати зі Шведською імперією мирну угоду. Це дозволило шведам активізувати свої дії проти московських військ. Густав Горн, губернатор Нарви перейшов у контрнаступ, скував загін Хованського під Нарвою та знову зайняв Ямбург і Нієншанц.
На цьому воєнні дії завершились із певною перевагою на боці Московського царства.

## Втрати сторін
Питання встановлення втрат сторін у цій війні донині залишається найбільш неопрацьованою темою в історіографії. В літературі зустрічаються цифри втрат 13 000 для шведської армії та від 5 000 до 14 000 для московської.
Тривалий час найавторитетнішим джерелом, що послугувало для характеристики втрат московської армії, були офіційні публікації шведських реляцій щодо облоги Риги армією Олексія Михайловича й поразки Псковського полку Матвія Шереметєва під Валком. Так, за шведськими реляціями втрати армії царя Олексія Михайловича склали близько 14 000 чоловік убитими, а втрати Матвія Шереметєва — у 8 — 10 000 чоловік. Однак у розпорядженні Шереметєва під Валком було тільки 2 000 ратників, а заява шведів про розгром цілої низки московських полків під Ригою не підтверджується архівними документами.
Одночасно сильно завищено і втрати шведської сторони. Тут, наприклад, некритично сприймається реляція князя Хованського після перемоги під Гдовом, у якій цифри втрат шведської армії (близько 3 000 чоловік) та її чисельність (8 000 чоловік) сильно перебільшені.
В цілому, ця проблема ще чекає на окреме дослідження.

## Підсумки та наслідки війни
Незважаючи на окремі невдачі, тактика «спаленої землі», поглиблена епідемією та підкріплена перевагою московських військ «полкової служби», поставила шведів в Естляндії у критичне становище. Це дозволило припинити бойові дії у квітні 1658 й укласти вигідне перемир'я, що звільнило значні сили до початку нового наступу військ Речі Посполитої.
22 серпня 1658 Горн і Хованський почали мирні перемовини й уклали тимчасове перемир'я, у листопаді під Нарву до містечка Валієсарі прибули уповноважені від Московського царства та Шведської імперії та 20 грудня 1658 року було укладено Валієсарське перемир'я зі шведами терміном на три роки, за яким Московія утримувала частину завойованої Лівонії (з Дерптом і Марієнбургом). Однак після завершення термін перемир'я 1661 року Московському царству, задля уникнення одночасної війни зі Шведською імперією та Річчю Посполитою, довелось підписати зі Швецією Кардіський мирний договір (1661), за яким Московія відмовлялась від усіх своїх завоювань 1656-58 років.
Найбільших успіхів досягла австрійська дипломатія, яка зуміла чужими руками стримати зміцнення Шведської імперії та зберегти політично послаблену Річ Посполиту, яка до 1661 року залишалась зв'язаною війною з Московським царством.
За досвідом цієї війни в Московському царстві було здійснено військову реформу, що збільшила кількість полків нового строю. Зокрема, відбулись серйозні зміни в особовому складі кінноти: дворяни сотенної служби масово переводились до рейтарських полків.
Віленське перемир'я з Річчю Посполитою спричинило певне непорозуміння між Москвою та гетьманом Богданом Хмельницьким, який застерігав Олексія Михайловича про підступність «ляхів», а після укладення Віленського перемир'я став жертвою провокації польської сторони та співпрацював зі Шведською імперією у війні проти Речі Посполитої. Однак під час наступних за перемир'ям із Річчю Посполитою перемовин Хмельницький підтримав питання щодо обрання Олексія Михайловича на польський трон.
Наступник Хмельницького Іван Виговський розірвав Березневі статті й підписав Гадяцький трактат із Річчю Посполитою про повернення українських земель до складу польсько-литовської держави.
Явна помилка московської дипломатії, що та не розрахувала сили держави й переоцінила можливості впливу на Сейм Речі Посполитої, що призвело до серйозної невдачі. Московська армія була послаблена, Річ Посполита отримала час для відновлення сил. В результаті Московське царство втратило шанс прискорити завершення війни з Річчю Посполитою, яка тривала до 1667 року, а приєднання Білорусі та Правобережної України було відкладено до другої половини XVIII століття.

## Інші конфлікти тих же часів
- Московсько-польська війна (1654—1667)
- Північна війна (1655—1660)
- Шведський потоп
- Руїна
- Російсько-шведські війни